# James Polk (Musiker)
James Polk (* 10. September 1940 in Yoakum, Yoakum County, Texas; † 21. Juni 2024) war ein US-amerikanischer Jazz-, Funk- und Soulmusiker (Piano, Orgel, Komposition, auch Bass, Saxophon und Posaune), der sich vor allem in der Musikszene von Austin, Texas, hervortat.

## Leben und Wirken
Polk wuchs in Corpus Christi auf; als Kind klavierspielender Eltern erhielt Polk in der Grundschule Geigenunterricht und spielte Posaune in der Band der Coles High School. Seine Mutter, Mattie M. Polk, trat als professionelle Gospelsängerin in ganz Texas auf. Als 13-jähriger Bluespianist trat er zum ersten Mal in der Green Frog Lounge in Corpus auf. Außerdem spielte er Bass, und zwar so gut, dass Lionel Hampton ihn auf eine Welttournee mitnahm. Die Auftritte begannen 1968 im HemisFair in San Antonio, als Hamptons regulärer Bassist nicht auftauchte und dieser darauf Polk aus der Hausband des Clubs holte. Er konnte auch gut Saxophon spielen, aber Keyboard war sein Hauptinstrument.
Anfang 1959 war Polk nach Austin gezogen, um das Huston-Tillotson College zu besuchen, wo er 1962 seinen Bachelor-Abschluss in Musikpädagogik erwarb. Er absolvierte dann ein Aufbaustudium an der Texas A & I University in Kingsville und an der University of Texas in Austin.
Nachdem Polk 1969 die 45er-Single „Stick-to-It-Tive-Ness/The Robot“ für das Label Sonobeat aufgenommen hatte, gründete Polk das Label Twink, um seine Platten wie „Just Plain Funk“ und „Power Struggle“ zu veröffentlichen, zog sich jedoch 1973 wieder aus dem Musikgeschäft zurück, um im Hauptberuf für IBM zu arbeiten. Er vermisste jedoch das Spielen, und als jüngere Musiker ihn aufsuchten, trat er 1975 an den Wochenenden und im nächsten Jahr dann wieder Vollzeit auf. Polk war auch Mitglied der beliebten Blue Crew, zusammen mit dem Schlagzeuger Gerry Storm und dem brasilianischen Bassisten Luis Natalicio (einem UT-Professor), und leitete ein Oktett mit Pat Murphy, Fred Smith und Melvin Scott an den Saxophonen, Bob Bruno am Bass und entweder John Whitehurst oder Leotis Duffy am Schlagzeug. Polk und der experimentelle Akkordeonist Bob Sardo galten als die beiden produktivsten Bandleader der Austin-Jazzszene der 1960er-Jahre. Seine Soulband aus den 1960ern, James Polk and the Brothers, mit dem Trompeter Martin Banks, spielte an Wochenenden im Hideaway Club an der East 19th Street Austins, hatte aber Schwierigkeiten, in den Stadtteilen westlich der Autobahn gebucht zu werden, weil sie ein afroamerikanisches Publikum anzogen. Er gründete die Brothers Anfang der 1970er Jahre mit der aus Lubbock stammenden Sängerin Angela Strehli und dem Gitarristen John X. Reed sowie dem Bassisten Don Lupo und wurde in der Innenstadt bei Muther’s gebucht, bevor daraus Castle Creek wurde.

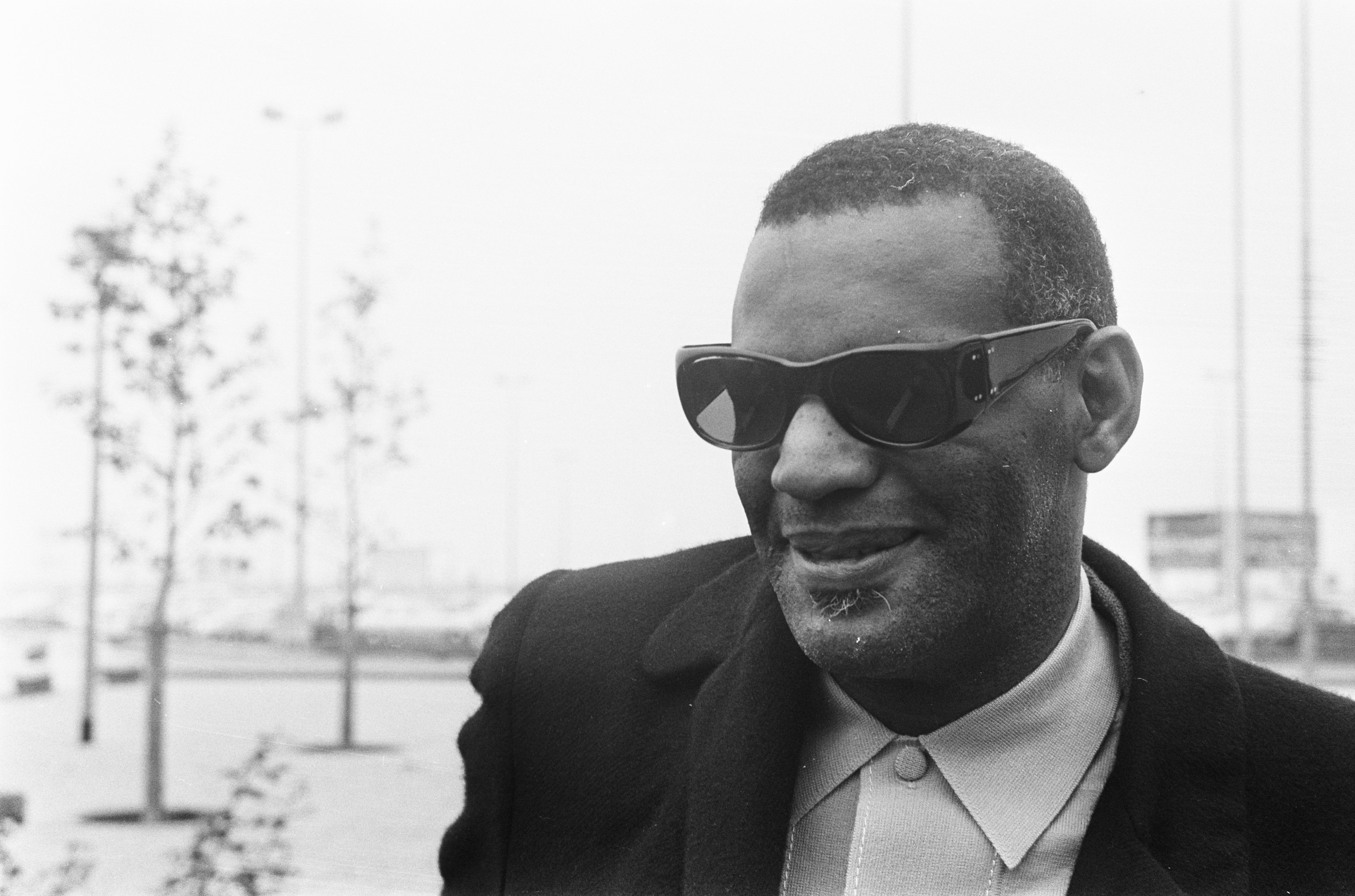
Ray Charles (1968)

Von 1977 bis 1986 verließ Polk die Stadt, um bei Ray Charles Orgel zu spielen, und übernahm schließlich die Rolle des Arrangeurs/Dirigenten. 1979 erhielt er eine Grammy-Nominierung für das beste Arrangement des Songs „Some Enchanted Evening“ auf dem Ray-Charles-Album „Ain’t It So“. 1983 spielte und arrangierte er unter anderem Musik für das Gospel-Album von Sara Jordan Powell. 1985 wurde er für das Weihnachtsalbum von Ray Charles (The Spirit of Christmas) ein zweites Mal für einen Grammy für das Arrangement von „I Wish You Were Here Tonight“ nominiert.
Nach zehn Jahren in Los Angeles, wo Ray Charles lebte, kehrte Polk nach Austin zurück und war als Musiker wieder in der Clubszene aktiv. Anders als die Jazzgrößen Kenny Dorham und Gene Ramey, die Austin gleich nach der High School verlassen hatten, hinterließ Polk seine Spuren direkt hier in den Clubs. Sein Duo Polk & Beans mit dem Bassisten Beans Richardson spielte im August 1989 die Eröffnung des Top of the Marc in der West Sixth Street. Polk spielte auch in der Eröffnungswoche 1991 des Clubs Elephant Room. Austins Jazzszene war Mitte bis Ende der 1970er-Jahre populär, mit den Clubs Casablanca und Blue Parrot an der 15th und Lavaca, Mackedrick’s Treehouse an der Dawson Street in Barton Springs, dem Piggy’s am Congress, Buffalo Grille an der W. Sixth und dem Liberty Lunch. In dieser Szene galt Polk als einer der angesehensten Musiker.
Polk hatte zahlreiche Fernseh- und Filmauftritte, außerdem produzierte er ein Album mit dem Titel You Know The Feeling. Bei seinem letzten Clubauftritt spielte Polk die Hammond-B-3-Orgel in der Gruppe Church on Monday in der Continental Gallery mit dem Saxophonisten Elias Haslanger, eine Zusammenarbeit, die mehr als ein Jahrzehnt dauerte. Im Bereich des Jazz war er laut Tom Lord 2012/13 an zwei Aufnahmesessions von Elias Haslanger
beteiligt.
Polk war Lehrer und Musikdirektor an der Booker T. Washington High School in Elgin, nachdem er 1962 die Schule abgeschlossen hatte. In den 1990er-Jahren war er stellvertretender Direktor für Jazzstudien am Southwest Texas State College, bevor es zur Texas State University wurde. Hier ging er 2006 in den Ruhestand. Seine Ehrendoktorwürde erhielt er 1995 von der Huston-Tillotson University.

## Diskographische Hinweise
- James Polk & Co.: You Know the Feeling…! (Trilogy Records, 1984)
- Jamad (CD Baby, 2008)
- Church on Monday: For Being There (Cherrywood Records, 2019)